# Passage du bac

Passage du bac est un téléfilm français réalisé par Olivier Langlois et diffusé en 2002 à la télévision.

## Synopsis
Pour Julie et Bastien c'est l'année du bac. À la suite d'un accident, Bastien est assisté par son grand-père qui s'est inscrit exprès dans le même lycée. Julie convainc sa grand-mère de passer le bac pour la soutenir...

## Fiche technique
- Réalisateur : Olivier Langlois
- Scénario : David Pharao
- Durée : 90 min
- Pays :  France

## Distribution
- Charles Aznavour : Popeye Buffon
- Annie Cordy : Émilie Delvaux
- Alexis Tomassian : Bastien Buffon
- Diane Dassigny : Julie Delvaux
- Urbain Cancelier : Chardon, le directeur du lycée
- Isabelle Petit-Jacques : Mme Chaumard
- Jean-François Gallotte : Marc Delvaux, père de Julie
- Julie Arnold : Nicole Delvaux, mère de Julie
- Diouc Koma : Cassius
- Lucas Bonnifait : Pedro
- Erika Sainte : Mme. Dercourt
- Lara Guirao : La prof d'histoire
- Christophe Piret : Le prof de philo
- Bernard Graczyk : Le prof de théâtre
- Jacques Herlin : Le chirurgien ophtalmo